# آلاقاغا
آلاقاغا (به لاتین: Alaqagha) یک منطقهٔ مسکونی در چین است که در شهرستان کوچا واقع شده‌است. آلاقاغا ۱۴۷٫۶ کیلومتر مربع مساحت و ۳۸٬۱۹۷ نفر جمعیت دارد.